# Einlaufstelle

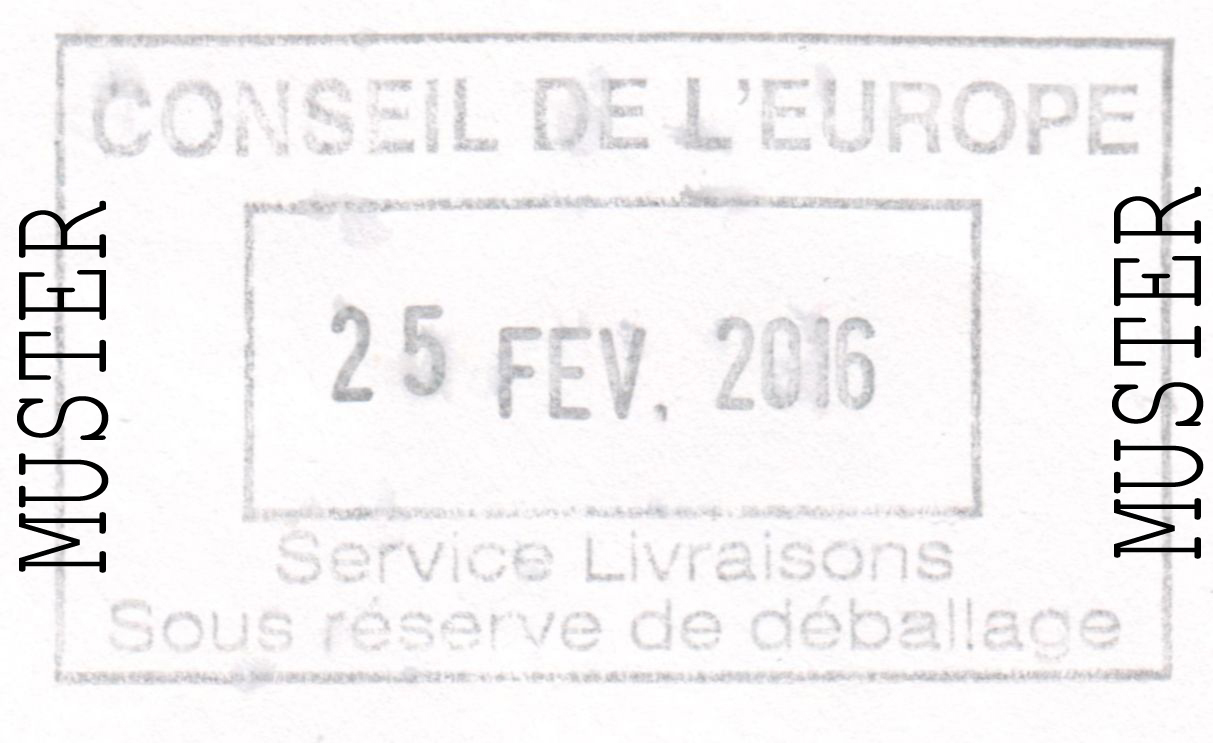
Posteinlaufstempel der Registratur des Europarates / Europäischen Gerichtshofs für Menschenrechte in Strassburg vom 25. Februar 2016.

Die Einlaufstelle (auch: Eingangsstelle) ist ein sprachliches Äquivalent der in Ämtern, Unternehmen und Organisationen für die Erledigung der Post zuständigen Poststelle. Der Begriff wird weitgehend in Österreich, teilweise auch in Liechtenstein verwendet. Die Aufgabe einer Einlaufstelle kann jedoch bei verschiedenen Einrichtungen über die einer einfachen Poststelle hinausgehen.

## Österreich

### Gerichte
Bei österreichischen Gerichten ist immer nur jeweils eine Einlaufstelle eingerichtet. Sind mehrere Gerichte räumlich zusammengefasst, kann eine gemeinsame Einlaufstelle eingerichtet werden (§ 37 Abs. 2 Geo).
Der Dienstverkehr innerhalb des Gerichtes läuft in der Regel nicht über die Einlaufstelle (§ 50 Abs. 2 Geo).

#### Organisation
An der Spitze der Geschäftsstelle steht der Vorsteher der Geschäftsstelle, dem auch die verwendeten Personen der Einlaufstelle unterstellt sind. Die Sonderdienste, wie die Einlaufstelle, unterstehen der unmittelbaren Dienstaufsicht des Gerichtsvorstehers oder eines von ihm beauftragten Richters (§ 32 Abs. 3 Geo).
Die Einlaufstelle ist nach Möglichkeit beim Eingang in das Gerichtsgebäude unterzubringen (§ 4 Abs. 3, § 37 Abs. 2 Geo).

#### Aufgaben
Hauptaufgabe der Einlaufstelle eines Gerichtes ist:
- Verkehr mit den Parteien soweit vorgesehen,
- Bereithaltung der Geschäftsverteilungsübersichten der betreffenden Gerichtes für die Öffentlichkeit (§ 22 Abs. 2 Geo),
- Führung das Einnahmetagebuch und Ausgabetagebuch, das Scheckkontotagebuch, den Durchlaufervormerk, das Vormerkbuch für gestundete Verwahrungsgebühren und ausständige Barauslagen und das Postabholbuch (§ 332 Abs. 1 Geo).
- einlangende und auszufolgende Geld- und Wertsendungen sowie die persönlichen Erläge und Einzahlungen übernehmen je zwei Bedienstete der Einlaufstelle gemeinsam (§ 332 Abs. 2 und 3 Geo),
- Führung des Vr-Register (siehe Aktenzeichen) und unter Umständen des Namenverzeichnis zum Register Vr (§ 505 Abs. 2 Geo bei Gerichtshöfen)

#### Ablauf des Eingangs in der Einlaufstelle

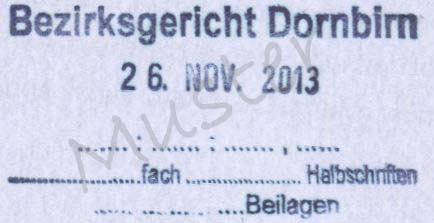
Eingangsvermerk (Stempel) des Bezirksgerichts Dornbirn vom 26. November 2013

Schriftstücke, die bei Gericht einlangen, sind grundsätzlich vom zuständigen Bediensteten der Einlaufstelle entgegenzunehmen (§§ 99 Abs. 1, 100 Abs. 1 Geo). Nicht entgegennehmen darf die Einlaufstelle in der Regel Geld und Wertgegenstände (§§ 99 Abs. 5, 295 Geo).
Die Einlaufstelle darf kein Schriftstück zurückweisen oder nach Abgabe dem Überbringer wieder ausfolgen (§ 99 Abs. 1 Geo) oder Eingaben mit dem Auftrag übernehmen, sie nicht sogleich, sondern erst später oder nur unter gewissen Bedingungen amtlich zu behandeln (§ 99 Abs. 3 Geo).
Die Einlaufstelle hat dem Überbringer auf Verlangen den Empfang in dessen Gegenwart zu bestätigen (§§ 99 Abs. 4, 102 Geo). Der Eingangsvermerk enthält die Bezeichnung des Gerichtes sowie Tag, Monat und Jahr des Einlangens (§ 102 Abs. 2 Geo, bei Grundbuchssachen und bei als dringlich bezeichneten Eingaben ist auch die Stunde und die Minute des Einlangens anzuführen - §§ 103 Abs. 3 Zif. 1, 449 Geo; § 5 UHG). Der Eingangsvermerk ist am oberen Rand in der Mitte der ersten Seite jedes Stückes anzubringen (§ 103 Abs. 1 Geo).
Alle verschlossenen Schriftstücke sind in der Einlaufstelle unverzüglich ohne Verletzung der Siegel zu öffnen (§ 101 Abs. 2 Geo). Ausgenommen hiervon sind Schriftstücke, die an den Gerichtsvorsteher (das Präsidium) gerichtet sind, und Eingaben, die in erkennbarer Weise oder nach Mitteilung des Überbringers die letztwillige Anordnung eines Verstorbenen enthalten (§ 101 Abs. 1 Geo, § 61 AußStrG). Der Bedienstete der Einlaufstelle hat dabei vom Inhalt der Schriftstücke nur soweit Kenntnis zu nehmen, um dieses richtig zuzuteilen und um feststellen zu können, ob sich unter ihnen offensichtlich dringliche oder Grundbuchsstücke befinden (§ 101 Abs. 2 Geo).
Nach dem Einlangen der Einlaufstücke sind diese in die Register und sonstigen Geschäftsbehelfe einzutragen (§ 361 Abs. 2 Geo), soweit sie schon anhängige Sachen betreffen, zu den bestehenden Akten zu nehmen, mit Geschäftszahlen und allenfalls Seitenzahlen zu versehen und erforderlichenfalls in die Aktenübersicht einzutragen (§ 108 Abs. 2 Geo).
Nach der Behandlung der Eingangsstücke sind dringliche (z. B. Haftsachen, siehe auch §§ 110 und 135 Geo), sofort, die anderen Einlaufstücke gesammelt mehrmals im Tage zu bestimmten Stunden der Geschäftsabteilung zu übergeben, zu deren Geschäftskreis sie gehören (§ 106 Abs. 1 Geo). Dies wird als Abtragen bezeichnet.

#### Öffnungszeiten
Die Einlaufstelle des Gerichtes ist während der Amtsstunden des Gerichts offen zu halten (§§ 23 Abs. 1, 24 Abs. 1, 37 Abs. 3 Geo).

#### Einlaufkasten
Für große Gerichte kann der Präsident des Oberlandesgerichtes gemäß § 38 Abs. 1 Geo die Aufstellung von Einlaufkästen zur Aufnahme von Eingaben anordnen.
Einlaufkästen sind in der Nähe des Einganges außen am Gerichtsgebäude anzubringen, täglich mehrmals während der Amtszeit des Gerichtes zu entleeren (§ 38 Abs. 2 Geo).

### Oberster Gerichtshof
Die Beamten und Vertragsbediensteten der Geschäftsstelle des Obersten Gerichtshofes besorgen die Kanzleigeschäfte. Hierzu gehört nach § 16 Abs. 2 lit. g) OGHG die Einlaufstelle.
In der Einlaufstelle des OGH sind
- alle für den Obersten Gerichtshof bestimmten Schriftstücke und sonstigen Sendungen entgegenzunehmen, soweit nicht (…) Ausnahmen verfügt werden (§ 17 Abs. 1 OGHG), und
- die Einlaufsachen zu ordnen und den Geschäftsabteilungen einmal täglich zu übergeben. Als dringlich erkennbare Geschäftsstücke sind sofort der zuständigen Geschäftsabteilung zu übergeben. (§ 17 Abs. 3 OGHG)

Geld- und Wertgegenstände dürfen in der Einlaufstelle des OGH nicht übernommen werden.
Alle Schriftstücke sind mit dem Eingangsvermerk zu versehen, der die Bezeichnung des Gerichtes sowie Tag, Monat und Jahr des Einlangens enthält (§ 17 Abs. 2 OGHG).
Die an den Präsidenten oder an das Präsidium des Obersten Gerichtshofes gerichteten Eingaben und alle Schriftstücke in Präsidialsachen hat der Leiter der Geschäftsabteilung des Präsidenten zu übernehmen und mit dem Eingangsvermerk zu versehen. Dieser Eingangsvermerk muss sich durch Form und Farbe vom Eingangsvermerk der Einlaufstelle unterscheiden (§ 17 Abs. 4 OGHG).

### Notare
Notare haben in ihrer Amtskanzlei die technischen Voraussetzungen zur elektronischen Weiterleitung von Anmeldungen zur Eintragung in das Firmenbuch zu schaffen und sind gegenüber jedermann zur Entgegennahme schriftlicher Anmeldungen an Stelle des Gerichts und zur Weiterleitung der Anmeldungen verpflichtet. Notare werden damit zur verlängerten Einlaufstellen des Gerichtes.

### Ministerien
Im Bereich der Ministerien können verschiedene Ministerien gemeinsame Einrichtungen (z. B. Amtsbibliothek, Registratur, Einlauf- und Abgangs-, Kanzlei-, Schreib- und sonstigen Hilfsstellen einrichten. Die Einlaufstellen werden teilweise als Eingangs- und Abgangsstellen bezeichnet).

## Liechtenstein

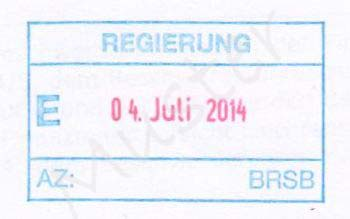
Eingangsvermerk (Stempel) der Registratur der Fürstlichen Regierung in Liechtenstein vom 4. Juli 2014

### Gerichte
Im Fürstentum Liechtenstein wurde die Geschäftsordnung für das Fürstliche Landgericht in Vaduz in wesentlichen Teilen und teilweise auch wörtlich aus Österreich rezipiert (weitestgehend aus der Geschäftsordnung für die Gerichte I. und II. Instanz – siehe oben).
Dabei wurde, entsprechend der Größe des Landes und der geringeren Anzahl der Gerichte, Vereinfachungen vorgenommen.

### Landesverwaltung
Gemäß der Verordnung vom 10. Januar 1995 betreffend die Registraturen in der Liechtensteinischen Landesverwaltung hat die Registratorin bzw. der Registrator die eingehende Post zu öffnen, sofern sie nicht ausdrücklich persönlich an eine bestimmte Person adressiert ist (Art 19).
Eingehenden Schriftstücke werden mit dem Eingangsstempel und dem Aktenzeichen versehen.